# Échangeur Qingzhu (métro de Nanning)
Échangeur Qingzhu (chinois : 青竹立交站 / pinyin : Qīngzhú lìjiāo zhàn / zhuang : Camh Cinghcuz Lizgyauh / anglais : Qingzhu Overpass) est une station de la ligne 3 du métro de Nanning. Elle est située du côté nord du boulevard Zhuxi, près de l'échangeur Qingzhu, dans le district de Qingxiu de la ville de Nanning, en Chine.
Ouverte le 6 juin 2019, elle comprend trois entrées et une seule plateforme.

## Situation sur le réseau

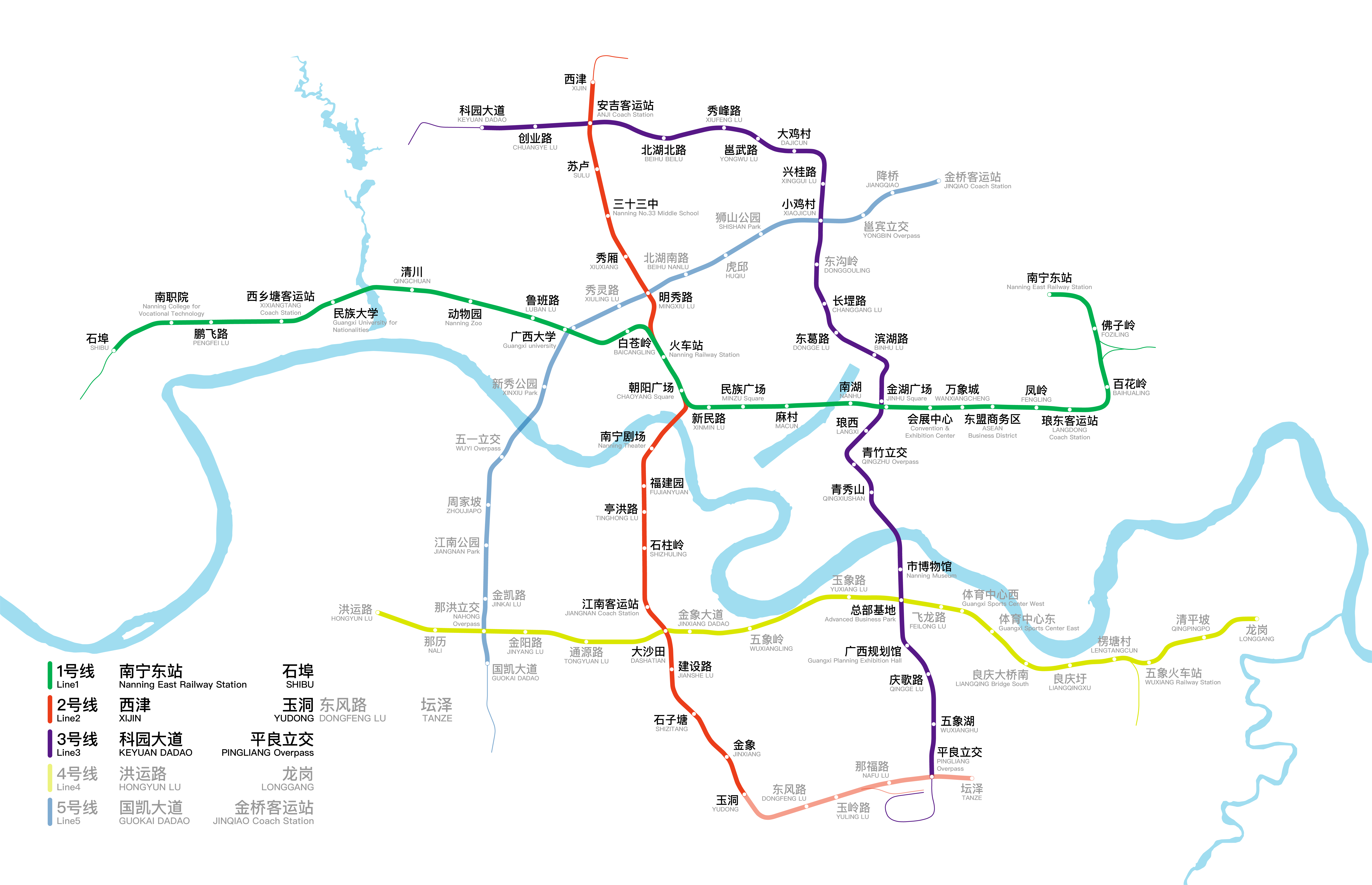
Plan du métro.

Établie en souterrain, Échangeur Qingzhu est située sur la ligne 3 du métro de Nanning, entre la station Langxi (zh), en direction du terminus nord Boulevard Keyuan (zh), qui sera en correspondance avec la ligne 6 dès 2028, et la station Qingxiushan (zh), en direction du terminus sud Échangeur Pingliang (zh),. 
Échangeur Qingzhu était censée être la station de transfert avec la ligne 6 lors du dévoilement de la ligne 3 en 2015, mais la révision de 2021 pour la ligne 6 déplace le transfert à Langxi.

## Histoire
La construction de la ligne débute en 2015. L'échangeur Qingzhu, nouvellement rénové en août 2015, est peu à près partiellement bloqué pour permettre la construction de la station de métro. Le 20 mars 2019, des tests de circulation de trains ont lieu sur la ligne, notamment à Échangeur Qingzhu, qui avait déjà été complétée à ce moment-là. La ligne ouvre officiellement avec 22 stations le 6 juin 2019, dont Échangeur Qingzhu. Du 11 novembre 2021 au 11 novembre 2022, l'entrée B de la station est fermée pour causes de construction extérieure, mais la réouverture est ensuite déplacée au 31 mai 2023,.

## Services aux voyageurs

### Accès et accueil

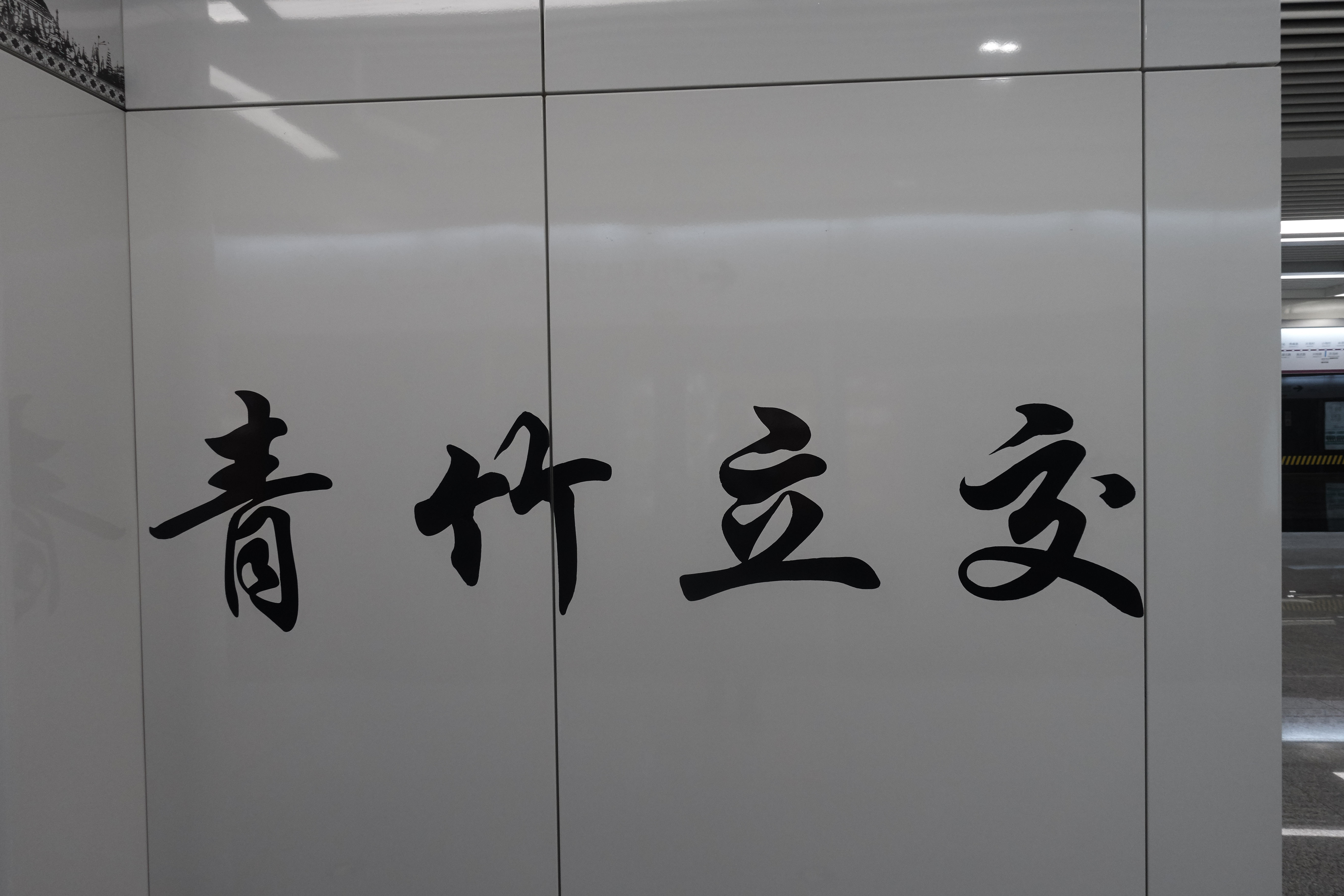
Art calligraphique.

La station, du côté nord du boulevard Zhuxi, est orientée nord-sud. La sortie A est à l'extrême nord, bordant le canal Zhupai (竹排冲), tandis que la sortie B, où l'on trouve l'ascenseur pour personnes handicapées, est au sud-ouest, juste avant le début de l'échangeur Qingzhu. Finalement, la sortie E est au sud-est de la station,. La station, construite sur des anciennes terres du Groupe financier agricole, est située près de secteurs résidentiels et d'établissements scolaires.
La station, tout comme les autres de la ligne, présente des motifs aux allures des dix pays d'Asie du Sud-Est, membres de l'ASEAN, avec des colonnes décorées de brocades et de petits bâtiments aux toits en pente. La couleur violet est choisie pour la ligne pour faire référence au charme de l'Asie du Sud-Est. Le plancher est recouvert de céramique légère et les murs sont en plaques d'acier émaillé. Comme toutes les stations de la ligne, elle est équipée de tables à langer.
Station souterraine, elle dispose de trois niveaux :
| Niveau 0   | Entrées et sorties                                       | Entrées et sorties                                         |
| Sous-sol 1 | Salle d'accueil                                          | Service à la clientèle, boutiques et guichet libre-service |
| Sous-sol 2 |                                                          | Ligne 3 Voie 1 : En direction de Boulevard Keyuan (zh)     |
| Sous-sol 2 | Quai central                                             |                                                            |
| Sous-sol 2 | Ligne 3 Voie 2 : En direction d'Échangeur Pingliang (zh) |                                                            |

### Desserte
Les premiers et derniers trains à destination de Boulevard Keyuan sont à 6h38 et 23h14, tandis que ceux à direction d'Échangeur Pingliang sont à 6h55 et 23h33. Le coût d'un billet est de 6 yuans (元).

### Intermodalité
La station est desservie par les lignes 34, 48, 56, 69, 70, 213, 219, 601, 701, G1, W8 et BK4 du réseau d'autobus de Nanning[réf. souhaitée]. Les stations d'autobus proches sont Bureau municipal de protection environnementale (市环保局), légèrement à l'est de la sortie E, et Intersection Zhuxi Qingshan (竹溪青山路口), un peu à l'ouest de la sortie B.

## À proximité
| Numéro                                         | Destinations proches |
| ---------------------------------------------- | --- |
| Sortie A                                       | Rue Qingshan (青山路), rue Jinchun (锦春路), quartier résidentiel Yunxing Qianlong Tianxia (云星钱隆天下), Shanshuihuadu - Jardins Xiuzhu (山水花都秀竹花园), 3e école secondaire (南宁市第三中学), canal Zhupai |
| Sortie B                                       | Quartier résidentiel Yunxing Qianlong Tianxia, boulevard Zhuxi (竹溪大道), rue Qingshan, rue Qingshan-nord (青山北路), Institut professionnel d'économie et de commerce du Guangxi - Campus Qingshan (广西经贸职业技术学院青山校区) |
| Sortie E                                       | Boulevard Zhuxi, rue Jinchun, rue Chunhu (春湖路), Bureau municipal de protection environnementale (南宁市环境保护局), 4e école professionnelle technique (南宁市第四职业技术学院), Bureau de contrôle du prix du marché immobilier du Guangxi (广西壮族自治区物价局), Bureau de promotion en investissements de Nanning (南宁市投资促进局), école Nanning-Sanmei (南宁市三美学校), édifice central du complexe immobilier Shanshuihuadu (山水花都综合楼), Cabinet d'avocats Geng Ruming (广西庚儒明律师事务所) |
| Légende： Ascenseur pour personnes handicapées | |